# Ibson Pereira de Melo
Ibson Pereira de Melo (Recife, Brasil, 8 de octubre de 1989) es un futbolista brasileño. Juega de delantero y milita en el CSE del Campeonato Brasileño de Serie D.

## Clubes
| Club                    | País      | Año       | Partidos | Goles |
| ----------------------- | --------- | --------- | -------- | ----- |
| Crato E. C.             | Brasil    | 2010      | 6        | 1     |
| Boa E. C.               | Brasil    | 2013      | 0        | 0     |
| S. E. Itapirense        | Brasil    | 2014      | 17       | 2     |
| Ethnikos Achna F. C.    | Chipre    | 2014-2015 | 26       | 2     |
| Ayia Napa F. C.         | Chipre    | 2015-2016 | 16       | 1     |
| AEP Paphos F. C.        | Chipre    | 2016      | 21       | 1     |
| Ermis Aradippou         | Chipre    | 2016-2017 | 36       | 7     |
| C. S. Marítimo          | Portugal  | 2017-2018 | 26       | 1     |
| Samut Prakan City F. C. | Tailandia | 2019      | 29       | 15    |
| Sukhothai F. C.         | Tailandia | 2020-2021 | 27       | 10    |
| Khon Kaen United F. C.  | Tailandia | 2021-2023 | 56       | 22    |
| NorthEast United        | India     | 2023-2024 | 9        | 1     |
| CSE                     | Brasil    | 2024-     |          |       |